# Гомельское Полесье
Гомельское Полесье — физико-географический район Полесья, расположенный на юго-востоке Беларуси.
Гомельское Полесье граничит на севере с Центральноберезинской и Чечерской равнинами, на востоке — с Брянско-Жиздринским Полесьем, на юге — с Приднепровской низменностью и Черниговским Украинским Полесьем, на западе — с Мозырским и Припятским районами Полесья.
Площадь района — 16,5 тыс. км², с севера на юг — около 180 км, с запада на восток — 78-126 км Высота над уровнем моря — 100—150 м. Крупнейшие реки — Припять, Днепр и Сож. Болота занимают 7 % площади. Леса занимают более трети территории, местами более половины, преимущественно смешанные и широколиственные. На юго-востоке встречаются участки лесостепи.
Климат Гомельского Полесья более континентальный, чем в остальной Белоруссии, характеризуется более сухим и тёплым летом (+17-+19 °С). Зима теплее чем в Северной Белоруссии, но холоднее чем в Западной (-6,5 — −7,0 °С).
На юге Гомельского Полесья расположен Полесский государственный радиационно-экологический заповедник. Также на территории района расположено несколько заказников.